# Celama cogia
Celama cogia är en fjärilsart som beskrevs av William Schaus 1921. Celama cogia ingår i släktet Celama och familjen trågspinnare. Inga underarter finns listade i Catalogue of Life.